# Carebaco-Meisterschaft 2019
Die Carebaco-Meisterschaft 2019 (auch Carebaco International 2019) im Badminton fand vom 20. bis zum 25. August 2019 in St. Michael auf Barbados statt.

## Sieger und Platzierte
| Disziplin    | Gold                             | Silber                             | Bronze                                  |
| ------------ | -------------------------------- | ---------------------------------- | --------------------------------------- |
| Herreneinzel | Sam Parsons                      | Timothy Lam                        | Kári Gunnarsson                         |
| Herreneinzel | Sam Parsons                      | Timothy Lam                        | Samuel Ricketts                         |
| Dameneinzel  | Jordan Hart                      | Airi Mikkelä                       | Fabiana Silva                           |
| Dameneinzel  | Jordan Hart                      | Airi Mikkelä                       | Kateřina Tomalová                       |
| Herrendoppel | Gareth Henry Samuel Ricketts     | Timothy Lam Antonio Li             | Mitch, Aubrey Nai Chung Tong Sören Opti |
| Herrendoppel | Gareth Henry Samuel Ricketts     | Timothy Lam Antonio Li             | Cory Fanus Bradley Pilgrim              |
| Damendoppel  | Monyata Riviera Tamisha Williams | Tereza Švábíková Kateřina Tomalová | Neah Callender Krystal Clarke           |
| Damendoppel  | Monyata Riviera Tamisha Williams | Tereza Švábíková Kateřina Tomalová | Priyanna Ramdhani Sabrina Scott         |
| Mixed        | Vinson Chiu Breanna Chi          | Fabrício Farias Jaqueline Lima     | Sam Parsons Jordan Hart                 |
| Mixed        | Vinson Chiu Breanna Chi          | Fabrício Farias Jaqueline Lima     | Howard Shu Paula Obanana                |